# Зинаида Турчина
Зинаида Турчина (укр. Зінаїда Михайлiвна Турчина; рођена 17. маја 1946) је пензионисана украјинска рукометашица, освајачица три медаље на Олимпијским играма и пет на Светским првенствима и најбоља рукометашица 20. века.

## Биографија
Рођена је 17. маја 1946. у Кијеву. Почела је да се бави рукометом 1959. године на иницијативу Игора Турчина, који је био њен тренер. За њега се удала 1965. и заједно имају ћерку Наталију (рођена 1971) и сина Михаила (рођен 1983). Ћерка је заједно са њом играла рукомет за ХЦ Спартак Кијев, док се син бавио кошарком. Такмичила се за Совјетски Савез на свим важнијим међународним турнирима 1973—1988. осим на Летњим олимпијским играма 1984. Освојила је укупно три медаље на Олимпијским играма и пет на Светским првенствима. Након смрти супруга 1993. године је преузела његове позиције и радила је као селектор ХЦ Спартака Кијева и репрезентације Украјине до 1996, а од тада ради као менаџер ХЦ Спартака Кијева. Године 2000. су је панел Међународне рукометне федерације и спортски новинари прогласили за најбољу рукометашицу 20. века. Од 2002. године живи са својим дечком Владимиром.